# Nacionalidad
La nacionalidad, a veces llamada nacionalidad jurídica o nacionalidad administrativa, en derecho internacional es la pertenencia de una persona a un ordenamiento jurídico concreto. Este es el vínculo de un individuo con un Estado genera derechos y deberes recíprocos; y  para el constitucionalismo contemporáneo, implica el concepto de soberanía nacional.
No se debe confundir con una identidad nacional: la pertenencia a un grupo social de fuerte personalidad identitaria (el carácter nacional de un pueblo), que se identifica con el concepto (también polisémico) de nación, especialmente en el contexto del nacionalismo que se impone como ideología constitutiva del estado-nación a partir del siglo XIX. La identificación de este concepto con el anterior depende de la aplicación del denominado principio de nacionalidad (identidad entre nación y Estado), que históricamente se pretendió generalizar en Europa tras la Primera Guerra Mundial (como consecuencia de los denominados 14 puntos de Wilson) y en la mayor parte del mundo tras la Segunda Guerra Mundial (procesos de descolonización). Tal pretensión ha sido considerada por variados autores imposible de realizar en la práctica dada la multiplicidad de identidades y confusión entre diferentes comunidades, culturas, lenguas, religiones, territorios y fronteras (por ejemplo, entre vasco, catalán, gallego, quebequense, californiano, nayarita, sinaloense, jalisciense, huichol, cora, tepehuano, serrano, costeño, norteño, etc.), pero es de facto lo que ocurre en los estados ya asentados (la mayoría de los estados actuales son plurinacionales en el sentido de albergar más nacionalidades que la nacionalidad singular que normalmente lo origina).

## Etimología
El término nacionalidad proviene de la palabra nacional y esta del latín natio-onis: nación, raza, de nasci: nacer, siglo XV - Territorio y habitantes de un país.

### Historia
Tras la Segunda Guerra Mundial se introdujo la diferenciación entre nación y nacionalidad, atribuyendo al primer término un carácter jurídico-político y al segundo un carácter histórico-social. El estadounidense Carlton J. H. Hayes en los años 1960 definió así el término nacionalidad, advirtiendo que no debía confundirse con país o nación: «grupo cultural de personas que hablan una lengua común (o dialectos íntimamente ligados entre sí) y que tienen cierta comunidad de tradiciones históricas (religiosas, territoriales, políticas, militares, económicas, artísticas e intelectuales». Según Pelai Pagès, para Hayes «ambos conceptos responden a realidades diferentes: la nacionalidad aparecería como la unión de características nacionales necesarias para que un conjunto social pueda transformarse en nación; una nación en potencia a la que se negaría la soberanía política y el derecho a construir un Estado propio, condiciones en cambio que sí poseería la nación». 
Sin embargo, hubo otros autores, como Hans Kohn, que en esa misma década identificaron nación y nacionalidad.

## Adquisición y pérdida

### Adquisición
Diferente según la legislación de cada país, las variantes pueden resumirse en cuatro principios jurídicos expresados en latín:
- Ius sanguinis: derecho de sangre. La nacionalidad se adquiere como consecuencia de haber nacido de unos determinados progenitores (poniendo como requisito la nacionalidad de la madre, del padre o de ambos). Toma como base los nexos familiares de raza y tradición. La nacionalidad es la de los padres, aunque el hijo haya nacido en el extranjero.

- Ius soli: derecho de suelo. La nacionalidad se adquiere por el lugar de nacimiento, independientemente de la nacionalidad de los padres.

- Ius domicili: derecho de domicilio. La nacionalidad se adquiere por el lugar del domicilio, vecindad o residencia legal, poniendo como requisitos determinados plazos o criterios de arraigo (propiedad, trabajo, etc.).

- Ius optandi: Derecho de optar, es el poder de optar a una nacionalidad distinta de la que se ostenta; tiene lugar cuando la persona puede escoger entre dos o más nacionalidades originarias, o, lo que es lo mismo, cuando no concuerden el derecho de suelo y el derecho de sangre (ius soli - ius sanguinis) y se puede escoger de entre las nacionalidades a las que se tiene derecho.

### Pérdida y apatría
La nacionalidad puede perderse en algunos casos, puede compartirse una doble nacionalidad, y puede adquirirse una nueva nacionalidad, cumpliendo determinados requisitos (naturalización). La situación de apátrida es la del que no posee ninguna nacionalidad. Los ciudadanos de los Estados Unidos pueden renunciar a su nacionalidad y voluntariamente convertirse en apátridas.

## Interacción con el espacio geográfico, el territorio y el Estado

### La nación y el espacio geográfico
Una nación, entiéndase un grupo de personas que comparten una cultura, puede ejercer dicha cultura en cualquier espacio geográfico sin perder su nacionalidad. Es posible que durante este ejercicio, la nacionalidad transportada (por la emigración) sufra algunos cambios en su estructura cultural, modificando el comportamiento de sus integrantes; tal cambio puede generarse al encontrarse con otros grupos culturales y asimilando algunas de sus costumbres, inclusive asimilando el grupo a su propia nación. Este cambio cultural afecta directamente la esencia de la nación, pudiendo generar una nueva nacionalidad distinta e independiente a la original; tal efecto ha estado presente en toda interacción social del hombre relacionada con el desplazamiento geográfico de una nación, inclúyanse exploración, guerras, invasiones o colonizaciones, todas ellas han generado transformaciones culturales que derivan en la fundación de nuevas naciones. Entiéndase que esta transformación solo puede ocurrir si un grupo numeroso con una identidad nacional se desplaza o reubica; un ente individual, inclusive investido e identificado con una nacionalidad no podría imponer tal efecto, ya que su estado solitario no posee un motor de fuerza social para lograr el cambio; por el contrario, esta misma relación espacio geográfico / nación, podrían lograr un efecto inverso y asimilar al individuo a la colectividad y sentimiento nacional que domina la región.

### La nación y el territorio
Está claro que una nación no puede ejercer su identidad cultural si no se encuentra ubicada en un espacio geográfico; de igual forma esta identidad cultural no puede ser ejecutada sin un número suficiente de miembros de dicha nacionalidad ubicados en un mismo espacio geográfico. En algún momento, es posible que una nación, sola o en coexistencia con otra, pueda asumir supremacía del espacio geográfico en el que reside, y hacerse con el control de este para ejercer por la vía del hecho o por derecho la propiedad del espacio geográfico como su territorio para toda su nación. Compréndase que este control del espacio geográfico y demarcación territorial conlleva a una indudable asociación y ejecución de todas las costumbres culturales de la nación, haciendo que el territorio conforme parte indudable del sentimiento, propiedad e identidad nacional; esta situación se mantendrá hasta tanto otra nación o coalición la despojase de tal control que tiene sobre el territorio. Dentro de un territorio puede haber varias nacionalidades.

### La nación y el Estado
Una vez que una nación esté provista de una solidez cultural, suficientes integrantes y recursos, así como del dominio de un territorio, puede en algún momento, si así sus costumbres lo aceptan, fundar un estado para ejercer el control sobre ese territorio para garantizar la supervivencia de la nación. El estado es una organización inmaterial, una autoridad que ejerce su supremacía y poder sobre un territorio y toda la población que en el habitan; normalmente, su fuerza se encuentra regulada bajo los principios de su cultura generadora, o bien sobre los principios culturales de la nación que la constituyó. En tal sentido, se debe recalcar que puede existir una nación sin estado y sin territorio; pero no puede existir un estado sin nación y territorio, porque no ejercería su poder sobre ninguna persona, cosa o lugar.

## Casos destacables

### Unión Europea
Es ciudadano de la Unión Europea, también llamado ciudadano de la Unión o ciudadano europeo, toda persona que ostente la nacionalidad de un Estado miembro de la Unión Europea. La ciudadanía de la Unión, por tanto, se une a la ciudadanía nacional sin sustituirla. El ciudadano disfruta de un conjunto de derechos, a cambio, éste estará sujeto también a una serie de obligaciones y deberes que la Unión le imponga.
La ciudadanía de la Unión fue creada por el Tratado de Maastricht en 1992. Figura en la Parte 2 (artículos 18 a 25) del Tratado de Funcionamiento de la Unión Europea y en el Capítulo V (artículos 39 a 46) de la Carta de los Derechos Fundamentales de la Unión Europea (los derechos en este último texto en sí mismo son todos derechos del ciudadano, aunque no estén en el Capítulo V) . 

Art 20.1 y 9 del TFUE y del TUE, respectivamente;
La ciudadanía de la Unión se añade a la ciudadanía nacional sin sustituirla.

Art 20.2 del TFUE;
Los ciudadanos de la UE son titulares de los derechos y están sujetos a los deberes establecidos en los Tratados.
Derechos:
a) de circular y residir libremente en el territorio de los Estados miembros;
b) de sufragio activo y pasivo en las elecciones al Parlamento Europeo y en las elecciones municipales del Estado miembro en el que residan, en las mismas condiciones que los nacionales de dicho Estado;
c) de acogerse, en el territorio de un tercer país en el que no esté representado el Estado miembro del que sean nacionales, a la protección de las autoridades diplomáticas y consulares de cualquier Estado miembro en las mismas condiciones que los nacionales de dicho Estado;
d) de formular peticiones al Parlamento Europeo, de recurrir al Defensor del Pueblo Europeo, así como de dirigirse a las instituciones y a los órganos consultivos de la UE en una de las lenguas de los Tratados y de recibir una contestación en esa misma lengua.
Estos derechos se ejercerán en las condiciones y dentro de los límites definidos por los Tratados y por las medidas adoptadas en aplicación de éstos.

### Reino Unido
Inglés, galés, escocés, irlandés, son nacionalidades históricas, y por cierto, para asignar en cada caso cuando corresponde la nacionalidad británica y cuando no, hay que tener presente el proceso de formación del Reino Unido.
En 1707 Inglaterra se fusionó con Escocia para formar el Reino de Gran Bretaña, pues precisamente en ese año ambas naciones acordaron constituir un parlamento único.
Gales formó parte de Inglaterra a partir de 1301, pero como el pueblo conservó su idioma y su cultura, puede considerarse que a partir de esa fecha Gales solo fue una nación ocupada por Inglaterra. Con posterioridad hubo conflictos y guerras, e incluso algunos años de libertad en los que Gales incluso formó su propio parlamento, hasta que en 1542 Gales fue anexionada definitivamente a Inglaterra, aunque permitiendo que los galeses obtuvieran representación en el parlamento inglés. A partir de entonces por tanto, realmente los galeses dejaron de ser tales para pasar a ser ingleses, y luego para pasar a ser británicos a partir de 1707.
En 1800 se disolvió el parlamento de Irlanda, uniéndose su territorio al de El Reino de Gran Bretaña, para formar el Reino Unido de Gran Bretaña e Irlanda, pero el Tratado de Londres de 1921 otorgó nuevamente la independencia a esa región, aunque por causas diversas hubo conflictos y tensiones y retrasos, marchas y contramarchas, por lo que tal vez solo puede decirse que la República de Irlanda realmente surgió como independiente en 1949. Pero por el citado Tratado de Londres de 1921 también se creó Irlanda del Norte, integrándose la misma al Reino Unido, que desde entonces pasó a ser Reino Unido de Gran Bretaña e Irlanda del Norte.

## Nacionalidad de las personas morales
Las personas morales o jurídicas han adquirido personalidad jurídica en virtud de un mandato legal, existen diferentes teorías acerca de la naturaleza jurídica de estos entes, pero en concreto podemos afirmar que jurídicamente son personas.
La nacionalidad es uno de los atributos de la personalidad. Es lo que se conoce como el estado político, la expresión de la soberanía se entiende y comprende atendiendo a que tiene una población, en la que, todos los que forman su pueblo serían considerados como nacionales. Al respecto se han elaborado tres posturas, las que niegan expresamente que una persona moral pueda tener nacionalidad, los que la aceptan, y los eclécticos que han dicho que sí, pero que es completamente distinta a la de una persona física, ya que se rige por reglas distintas.
Posturas sobre la nacionalidad
Los que niegan que las personas morales puedan tener una nacionalidad
Se limitan a decir que las personas morales, al ser una ficción jurídica, no tienen los elementos necesarios para poseer un estado; es decir, no tienen estado civil ni político. En el derecho estadounidense esta postura ha quedado muy arraigada.  En la opinión de estos tratadistas se dice que al atribuir nacionalidad a las personas morales se han confundido las nociones de nacionalidad y domicilio. El domicilio de la sociedad es fijado por el estatuto, el cual está conforme a la ley aplicable y resuelve los problemas de su funcionamiento extraterritorial, sin necesidad de recurrir a la noción de nacionalidad.
Siendo la nacionalidad un vínculo con un Estado, no es posible que dicho vínculo pueda existir entre una persona moral y un Estado. Cuando el Estado determina quiénes son sus nacionales, lo que realmente hace es un inventario. Para esta posición, la verdadera nacionalidad, la única que existe, crea una relación de orden político entre un individuo y un Estado.
Los que aceptan que las personas morales tienen nacionalidad llanamente
En realidad quizás muchos de las personas con estos criterios ven a las personas morales como un ente jurídico, con una verdadera personalidad y que sus decisiones se expresan a través de sus órganos. Generalmente argumentan su posición al reproducir las normas legales que le atribuyen una nacionalidad a las personas morales.  Unos identifican la nacionalidad de las sociedades a los individuos, y así aplican analógicamente el concepto de nacionalidad de la persona física aunque adaptándolo a la naturaleza diferente de las personas morales.
Los que aceptan que las personas morales tienen una nacionalidad
Al respecto no se ha elaborado una teoría única, y podemos decir que muchos de estos criterios han perneado en la legislación, no siendo la nuestra una excepción. Los principales criterios son los siguientes:
Nacionalidad de los Socios: Se ha tomado como criterio el que el Estado conozca la nacionalidad de los principales socios y deje abiertamente que sus relaciones privadas se lleven a cabo con las reglas de carácter privado de su país de origen. Representa el grave problema, de que en las grandes sociedades la nacionalidad de los dueños de las partes sociales esta llamada a cambiar. Podemos añadir de que este criterio no está completamente abandonado en nuestra legislación, y que si produce efectos jurídicos el hecho de que los accionistas, socios, o dueños sean de una nacionalidad o de otra.
Según el país en que fue constituida la sociedad, va a regirse conforme a las normas de derecho privado de sus estatutos y de su país de origen. Este caso se da muy frecuentemente en los países en los que se regula la transferencia de sede.
La del Domicilio Social: El lugar en donde se tomen las decisiones puede servir para darle la nacionalidad a una sociedad, aunque existe el problema de que este puede variar, o incluso que estas decisiones se tomen en un lugar diferente cada vez, además de que no está claro, si en muchos casos es el domicilio de la Asamblea General o el de la Administración de una sociedad.
La de la Nacionalidad de los Administradores: En otras legislaciones se ha tomado como criterio la nacionalidad del socio administrador o del consejo de administración, con el grave problema de que es este o estos pueden cambiar fácilmente.
Conforme a la Regulación en sus Relaciones Privadas: En muchos casos se puede dar la posibilidad de que con el cambio de nacionalidad, o regulándose con una legislación extranjera una sociedad, se considere que ese es un elemento suficiente para darle una nacionalidad a la sociedad.
Criterios de Control: Se ha dado el caso sobre todo con la posibilidad de la develación de la personalidad y con los casos en donde se busca saber quienes con los verdaderos socios, debido a que en muchos casos no se conoce con claridad quienes son los dueños de las partes sociales, se tome como criterio que la nacionalidad de una sociedad es aquella de los que ejercen el control. En la legislación alemana se usó este criterio, en concreto se distingue entre nacionalidad de una persona, y pertenencia al Estado, siendo la pertenencia el criterio para saber si forma parte de los intereses de la nación alemana.
De la autorización que hace el Estado: Se parte de la base de que la personalidad jurídica de una persona moral no se integra cabalmente hasta que recibe un permiso o autorización del Estado para constituirse. En México, sería el permiso concedido por la Secretaría de Relaciones Exteriores, aunque en otras legislaciones se toma analógicamente el criterio de la inscripción en el Registro Público, con efectos constitutivos.

## Nacionalidad múltiple
Lo anteriormente expuesto, indica que un ciudadano de otra nacionalidad puede adoptar, si así su derecho le confiere, la nacionalidad del estado donde se encuentra desarrollando su vida. Enmarcado jurídicamente, es posible que la autoridad le requiera de renunciar bajo juramento a su anterior nacionalidad, sin embargo este procedimiento es incompleto pues debería renunciar formalmente ante las autoridades consulares del país o en el país del que pretende desligarse; también le puede ser conferida la posibilidad de conservar ambas nacionalidades o múltiples nacionalidades, pero solo una de éstas se puede ejercer, no pudiendo a conveniencia propia hacer uso de las otras.
Además es preciso, argumentar que cuando una persona renuncia a su ciudadanía originaria, es muy difícil que la vuelva a obtener siempre y cuando presente prescripciones válidas de su decisión.

## Nacionalidad activa y pasiva
Un ciudadano investido de una o más nacionalidades solo puede ejercer una sola nacionalidad a la vez. Tal ejercicio es el de la nacionalidad activa. Todo sistema jurídico de cualquier estado confiere a sus ciudadanos y a su nación una serie de derechos y deberes, los cuales deben ser cumplidos para el goce de los beneficios de la nacionalidad. Un estado cualquiera no le entrega a los ciudadanos sus derechos si estos no han cumplido con sus deberes; un ciudadano podría en un estado tener derecho a una pensión de jubilación pagada por el Estado, pero tal derecho solo puede ser entregado si este ciudadano cumple con su obligación del pago de impuestos y deducciones en los sistemas del Estado, que ayudan al mantenimiento del mismo y a la formación del sistema de pensiones. En tal sentido, un ciudadano no podría mantener simultáneamente dos vidas en dos estados diferentes, lo cual le inhabilitaría para cumplir con sus obligaciones y el goce de sus beneficios. Normalmente, esta situación está regulada por los estados y se requiere del cumplimiento de procedimientos para ejercer sus derechos que la nacionalidad le confiere. Por lo anterior se entiende, que la o las nacionalidades que no se ejercen son las pasivas, que no se pierden pero tampoco se pueden ejercer.
La nacionalidad activa se mide por el tiempo de residencia interrumpida o consecutiva que sumen la mitad de días del año más un día, en el lapso de un año. Igualmente, es medida en sus desplazamientos internacionales por el pasaporte de cuya nacionalidad utilice para ingresar a otros países.

## Otros usos del término
En Europa Central y del Este, y en otras zonas del mundo, la palabra nacionalidad se entiende como un sinónimo de etnicidad, puesto que nación se define en esas áreas como un agrupamiento basado en la autodeterminación cultural, en mayor medida que en las relaciones con el Estado. Por ejemplo, mucha gente podría decir que pertenece a la nacionalidad kurda, a pesar de que Kurdistán no es un estado. En el ámbito de la extinta Unión Soviética y la antigua Yugoslavia, nacionalidad se usa como traducción de los términos ruso y serbio usados para referirse a los grupos étnicos dentro de un país. Similarmente las nacionalidades de China son grupos étnicos.
En España la Constitución de 1978 hace mención a las regiones y nacionalidades que constituyen la nación española. Puesto que en este contexto no se refiere a la nacionalidad (en cuanto a ciudadanía) española, el término se usa con este significado alternativo.